# Szlak im. Augusta Czarnynogi

Szlak im. Augusta Czarnynogi – żółty znakowany szlak turystyczny w województwie śląskim.

## Informacje ogólne
Szlak im. Augusta Czarnynogi, bardzo zasłużonego dla turystyki i działalności PTTK na terenie Chorzowa i Rudy Śląskiej, łączy oba te miasta, prowadząc zarówno przez tereny miejskie, jak też leśne i parkowe.

## Przebieg szlaku
- Chorzów Batory (PKP)
- Ruda Śląska (Radoszowy)
- Katowice (Stare Panewniki)
- Ruda Śląska (Stara Kuźnia)